# Combretum rotundifolium
Combretum rotundifolium är en tvåhjärtbladig växtart som beskrevs av Louis Claude Marie Richard. Combretum rotundifolium ingår i släktet Combretum och familjen Combretaceae. Inga underarter finns listade i Catalogue of Life.

## Bildgalleri

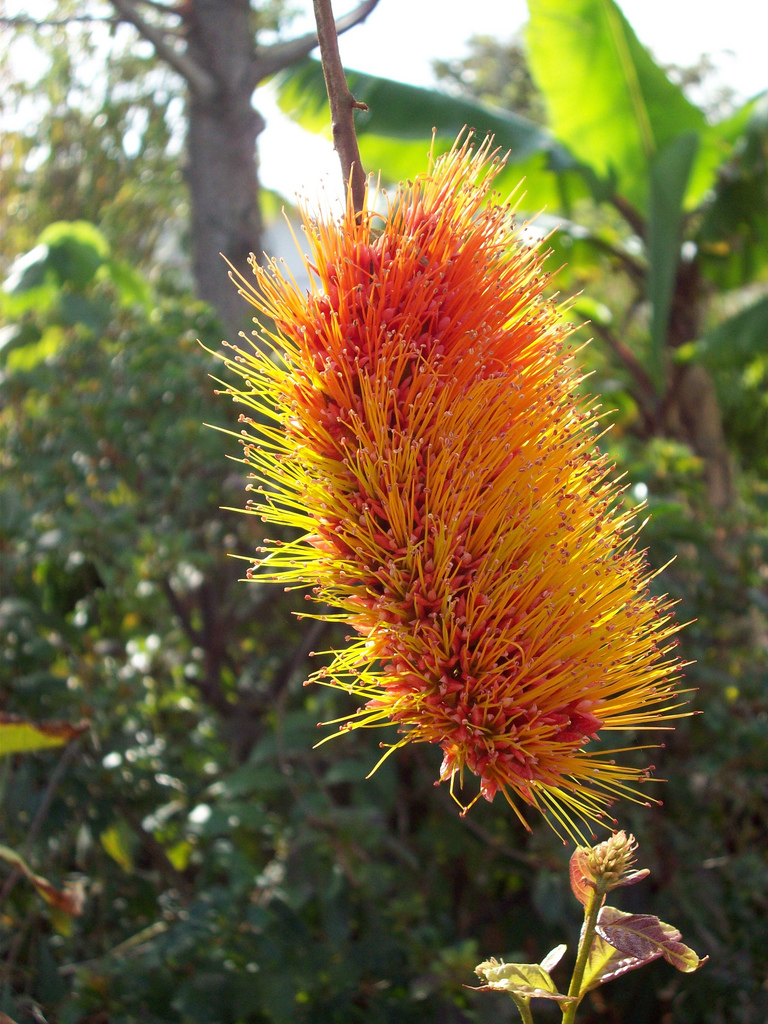